# KILLERS
KILLERS（キラーズ）は、かつてオセロの松嶋尚美を中心に活動していた日本のロックバンド。

## 概要
2006年8月16日、大阪城ホールにて行われたイベント『きらきらアフロ IN 大阪城ホール』での出演が初御披露目となる。このイベントで、レッド・ホット・チリ・ペッパーズの「バイ・ザ・ウェイ」などをカバーした。その後、11月26日に東京理科大学の学園祭にてシークレットライブを行い、「TROUBLE QUEEN」「アタシの掘った穴に落ちろ!」の2曲を初披露。11月29日にデビューシングル「TROUBLE QUEEN」を発売し、12月11日付オリコンシングルチャートで、初登場11位となった。12月25日には下北沢のCLUB251にて「きらきらアフロ Presents KILLERS X'mas シークレットライブ」にて6曲演奏し、2007年3月27日に行われる武道館ライブを最後に解散することを発表した。
2007年2月10日、大阪アメリカ村のBIG CATにてライブを決行。2月28日にセカンドシングル「JAPANESE GIRL」を発売。3月27日のイベント『きらきらアフロ in 武道館』の出演をもって解散した。

## メンバー
- NAHOMI★KILLER（ナホミ★キラー）

ボーカル担当。オセロの松嶋尚美。
- HIROKI★KILLER（ヒロキ★キラー）

ギター担当。埼玉県出身。元media youthのベーシストで、本来は廣嶋というバンドで活躍中。また、HYDE BANDのベーシスト及びPENICILLINのサポートメンバーのベースとして参加している。
- RUMI★KILLER（ルミ★キラー）

ギター担当。福井県出身。所属当時は39歳。本業は精神科医の受付。元々松嶋の友人で、2006年8月の大阪城ホールのライブの際に松嶋に頼まれ、メンバーを集めさせられた。また人見知りする松嶋の為に急遽メンバーに加入して同年4月からギターを始めた。
- AWE:GI★KILLER（オウギ★キラー）

ベース担当。現役の頃から約10年ぶりにベースを弾いている。普段はホームセンターでパートをしている。
- SHINGO★KILLER（シンゴ★キラー）

ドラム担当。長崎県出身。所属当時30歳で最年少。7つのバンドを掛け持ちしていた。

## シングル
1. TROUBLE QUEEN（2006年11月29日発売）
  - 作詞・作曲：シライシ紗トリ、編曲：平出悟
2. JAPANESE GIRL（2007年2月28日発売）
  - 作詞：鈴木おさむ、作曲：佐々倉有吾、編曲：平出悟

## 主な出演
- ミュージックステーション（テレビ朝日）
- うたばん（TBS）
- ポップジャム（NHK総合）
- 音楽戦士 MUSIC FIGHTER（日本テレビ）